# Raimondo I di Baux
Raimondo I de Baux, o italianizzato in Raimondo I del Balzo, in francese Raymond de Baux, in occitano Raimon del Baus (1075 – Barcellona, 1149), è stato 4° signore di Les Baux, svolse un ruolo politico e militare di primo piano nella Provenza della prima metà del XII secolo.
Era figlio di Guglielmo Ugo I di Baux e della moglie Vienna des Posquières.

## Biografia
Raimondo des Baux partecipa alla Prima crociata con Raimondo di Saint-Gilles, conte di Tolosa. Tornato in Provenza nel 1110, accetta senza recriminare, nel 1111 - 1112, l'attribuzione della Provenza a Raimondo Berengario III, conte di Barcellona, suo futuro cognato.
Nel 1114, allestisce sette galere per cooperare alla spedizione contro i saraceni che si erano impossessati delle Baleari, aiutando così a recuperare l'isola di Maiorca.
Per testimoniargli la propria gratitudine, Raimondo Berengario di Barcellona gli concede, l'anno seguente, il feudo di Berre. Raimondo interverrà in seguito a favore del conte di Barcellona, all'inizio della guerra che costui dovrà sostenere contro Alfonso Giordano, conte di Tolosa. È durante questa guerra che ottiene, verso il 1116 la mano di Stefanetta di Provenza, cognata del conte di Barcellona.
A partire da questo momento, il suo atteggiamento subisce un cambiamento, dato che abbandona la causa del suo sovrano e cognato per allearsi con il conte di Tolosa, Alfonso Giordano, devastando la regione di Saint-Gilles, cosa questa che gli vale la scomunica il 22 giugno del 1121.
Dopo che tra i due conti viene firmata la pace (16 ottobre 1125), e Alfonso Giordano ha ottenuto il Contado Venassino, Raimondo si tiene lontano dalla corte comitale fino al 1131, data della morte di Raimondo Berengario I e dell'avvento di suo fratello Berengario Raimondo.
Si ribella ancora con l'appoggio del conte di Tolosa, dei Sabran, insieme a un grandissimo numero di baroni provenzali dando inizio alla prima guerra baussena, sviluppatasi in circostanze oscure.
Una volta morto Berengario Raimondo nel 1144, Raimondo si reca a Würzburg presso l'imperatore Corrado III per ottenere da lui l'investitura sulla Provenza. Corrado gliela concede il 4 agosto, ma in termini poco chiari. Gli attribuirà comunque il diritto di battere moneta a Trinquetaille (quartiere di Arles). Munito di questo diploma, continuerà la lotta contro Raimondo Berengario il Vecchio, zio di Raimondo Berengario II.
La guerra imperversa ad Arles, le cui torri sono rase al suolo, raggiungendo il suo culmine verso il 1145. In questa data, Raimondo Berengario arriva in Provenza, sconfitto o guadagnati al suo partito un buon numero di signori provenzali, che si sottometteranno a Tarascona nel febbraio del 1146. Quando Alfonso Giordano parte per la crociata nel 1148, Raimondo di Baux, isolato, è costretto a sottomettersi.
Ritornerà a Barcellona per chiedere la pace e là morirà nel 1149, dopo aver ottenuto la restituzione dei suoi castelli tra cui quello di Trinquetaille. Gli succede suo figlio Ugo II di Baux.

## Matrimonio e discendenza
Raimondo sposa nel 1116 Stefanetta di Provenza, sorella minore di Dolce di Carlat, entrambe figlie di Girberto, visconte di Gévaudan, di Millau, di Carlat, e di Gerberga d'Arles, contessa ereditiera di Provenza. Stefania gli darà cinque figli:
- Ugo, che gli succede come signore sovrano di Les Baux con il nome di Ugo II
- Bertrando (1137 - 1181), signore di Les Baux e Berre, principe d'Orange, sposato a Tiburga di Montpellier, contessa ereditiera d'Orange[2]
- Alasacie, che sposa Pierre de Lambesc
- Phanette des Baux
- Matella di Baux (1125 - 1175), sposata prima con Pietro III Gavarret, visconte di Béarn, poi con Centullo III, conte di Bigorre,